# (19970) Johannpeter
(19970) Johannpeter (1988 RJ3) – planetoida z pasa głównego asteroid okrążająca Słońce w ciągu 3,72 lat w średniej odległości 2,4 j.a. Odkryta 8 września 1988 roku.